# 難波治
難波 治（なんば おさむ、1956年 - ）は、日本のカーデザイナー。スズキやSUBARUといった自動車メーカーのデザイナー、コンサルタントとして活動したのち、東京都立大学の教員（教授）となる。

## 来歴
1956年（昭和31年）に生まれる。出身地は東京都で、筑波大学では芸術専門学群生産デザインを専攻。卒業後の1979年（昭和54年）4月に鈴木自動車株式会社（現・スズキ株式会社）へと入社した。軽自動車のマイティボーイやアルト（2代目）、セルボモード、ワゴンRの開発に関与。スケッチから起こしたコンセプトカー「R/S1」は第26回東京モーターショーに出展され、自動車雑誌『カーグラフィック 1986年1月号』の表紙を飾るほどの注目を集めた。このほか、ジムニーのスペアタイヤカバーとして今や定番となった、動物のサイのイラストも手がけた作品の一つである。
難波は1990年（平成2年）12月をもってスズキを退社し、1991年（平成3年）1月に独立。イタリアのカロッツェリア・ミケロッティ（1986年3月 - 1987年3月）、スペインのセアト社中央技術センター（1990年9月 - 1992年6月）での経験も生かし、日本国内外のメーカー企業のデザインコンサルタントとしての活動を開始した。

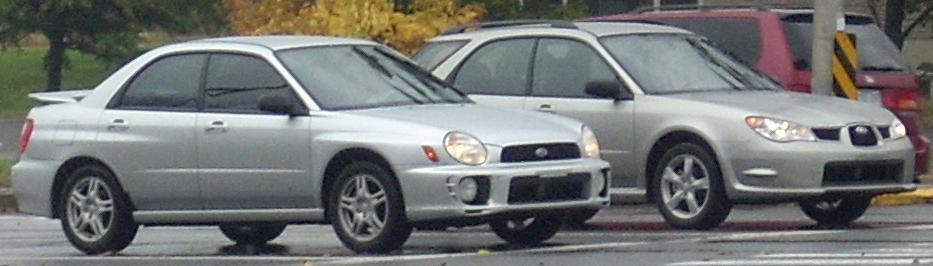
顔が二転三転した例（イメージ）
根拠や必然性に乏しいデザインは定着しない。デザインをコロコロ変えることもいとわなくなってしまう。

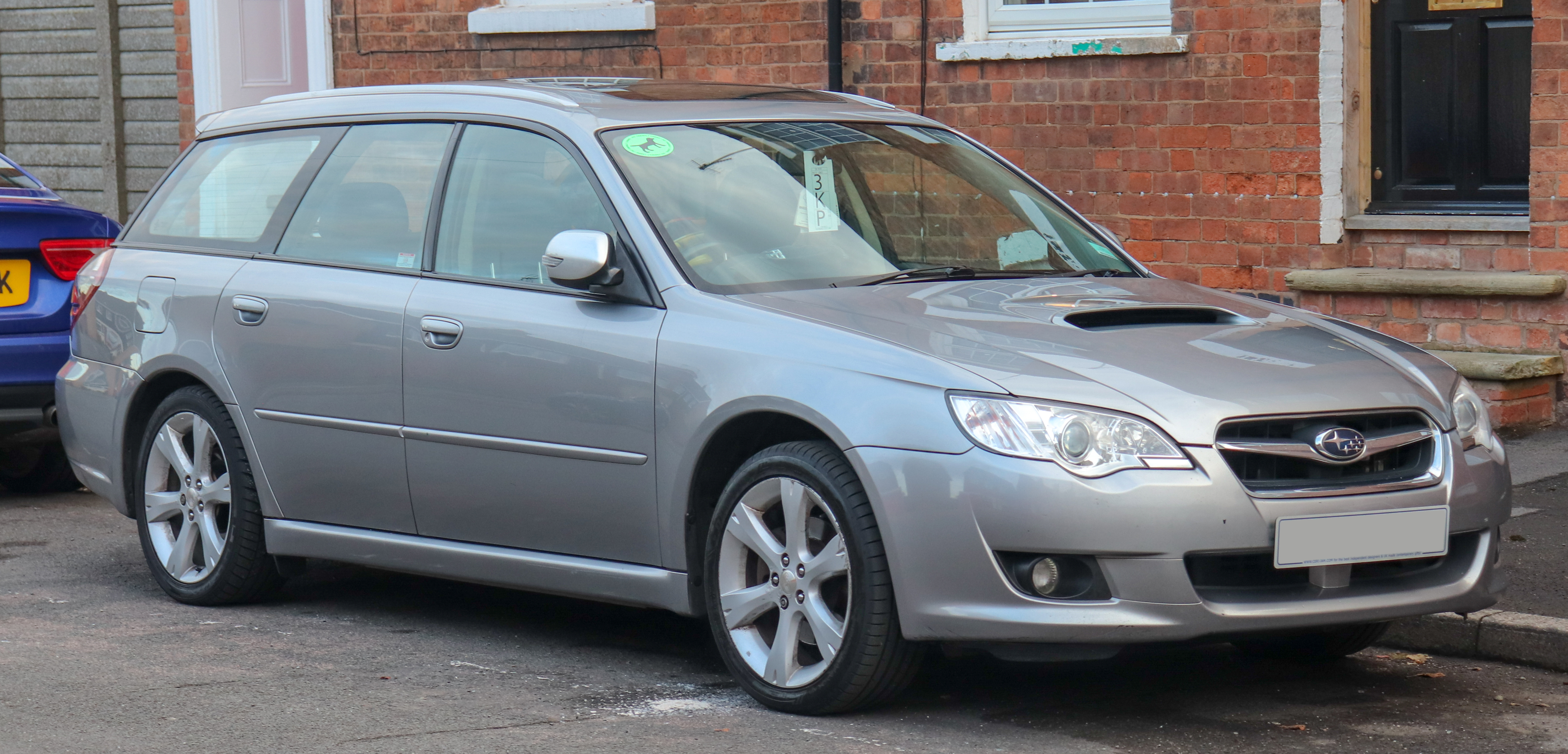
ヘキサゴン・グリルの基となった六角形グリルを持つ4代目レガシィ

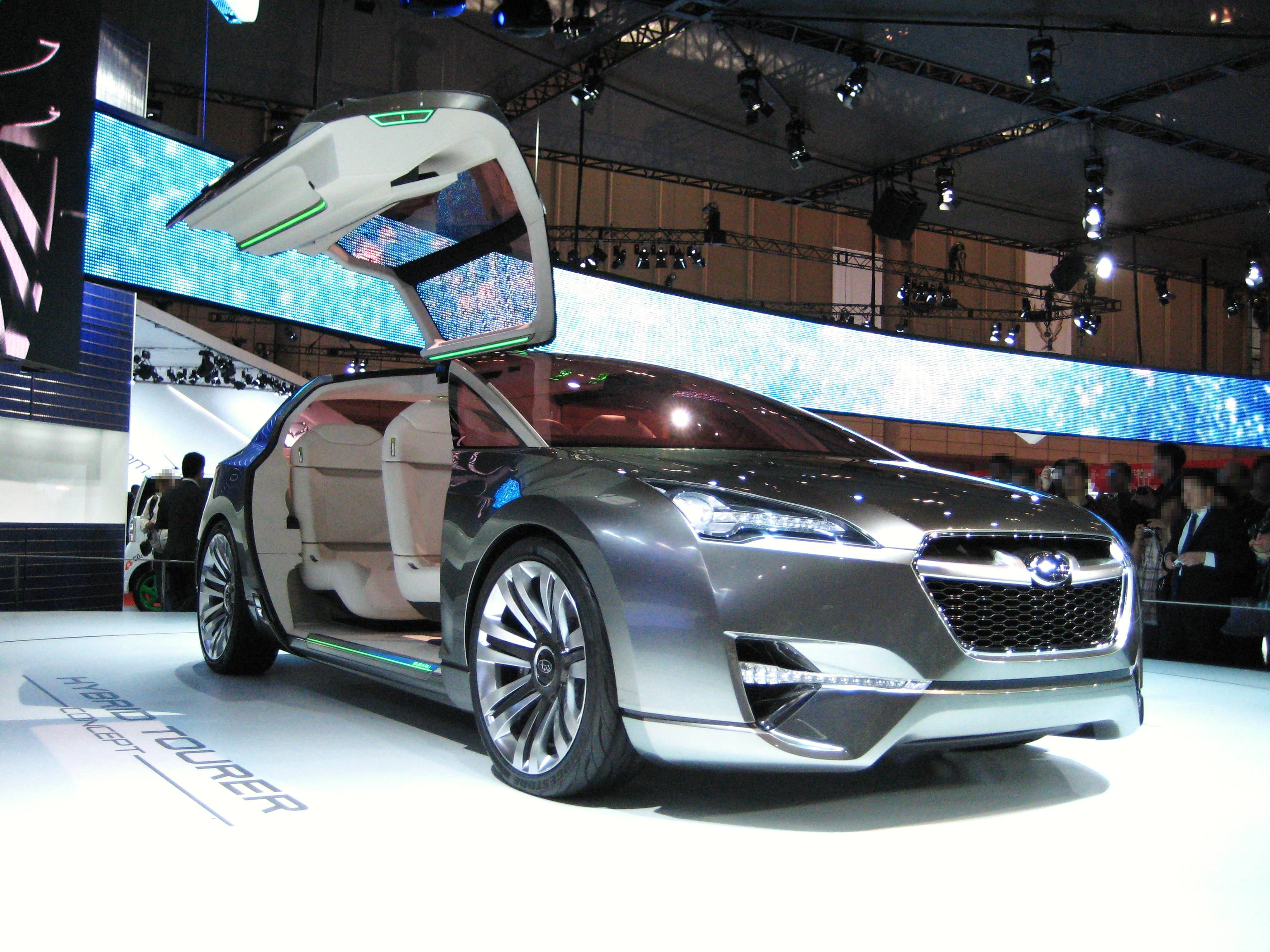
ハイブリッドツアラー・コンセプト（東京モーターショー2009出展）
ルイ・ヴィトン主催のコンクール・デレガンス・アドバンス部門に選出。難波はのちに同賞の審査委員の一人に抜擢されている。

2008年（平成20年）6月、難波は富士重工業株式会社（現・株式会社SUBARU）のデザイン部長に就任。同社とは2005年（平成17年）4月からコンサルタントとして既に関わりを持っており、2008年に入社して以降はインプレッサ（4代目）やレガシィ（5代目、マイナーチェンジ）、フォレスター（4代目）、レヴォーグなどの開発に関与した。2013年（平成25年）には同社のチーフ エグゼクティブ デザイナーに就任している。
スバル車が持つ、水平対向エンジンや四輪駆動 (AWD) を始めとする技術的な魅力をデザインで表現し、さらにスタイリングのイメージに統一感を持たせることで、それまで曖昧であったスバルというブランドイメージの確立を目指した。象徴的なものがスバルの「六連星」に通じる、六角形のフロントグリル「ヘキサゴン・グリル」である。これは新規に考案されたものではなく、歴代のスバル車が有していたデザイン要素、すなわち4代目レガシィの六角形グリルから発展させたものとなっている。過去の成功例を土台とするデザインで「スバルらしさ」を訴求し、さらにスバル車全体を同様のデザインイメージで統一して行くことで、スバルというブランド自体の認知度を高めることを狙いとした。難波はデザイン部長就任後、ハイブリッドツアラー・コンセプトでヘキサゴン・グリル採用の方向性を明確にし、2011年（平成23年）に4代目インプレッサを発売。スバル本来の技術力の高さと魅力あるデザインとの組み合わせが評価され、2012年（平成24年）度グッドデザイン賞を受賞した。派生車のXVについても、走りの楽しさが魅力的なデザインで表現されているとして、同賞ベスト100に入賞している。スバル車のデザインに対する評価が徐々に高まり、スバル車の購入を見送る理由としてデザインを挙げる声が少なくなっていった。次代の同社デザイン部長・石井守の時代には、デザインフィロソフィー（哲学）として「DYNAMIC×SOLID」が打ち出されたが、ヘキサゴン・グリルはそれを構成する重要な要素の一つとして継承されている。とかくスバル車は縦置きエンジン・トランスミッションに四輪駆動という独創的なパワートレインに加え、視界確保に関する厳格な基準を設けていたため、デザイン面での制約が多い。そこで、複数の競合他社製品について各部の採寸を行い、売れ筋の製品が具備しているデザインの黄金比を導き出し、少しでもこの比率に近付けるよう設計士に働きかけた。デザイナーの感性を数値や画像、バーチャル・リアリティなどで見える化することで、技術部門の理解と協力を得るとともに、開発の効率化を図った。
難波は2015年（平成27年）10月以降、首都大学東京（現・東京都立大学）の教員としてトランスポーテーションデザイン准教授に就任。2018年（平成30年）4月には教授となっている。

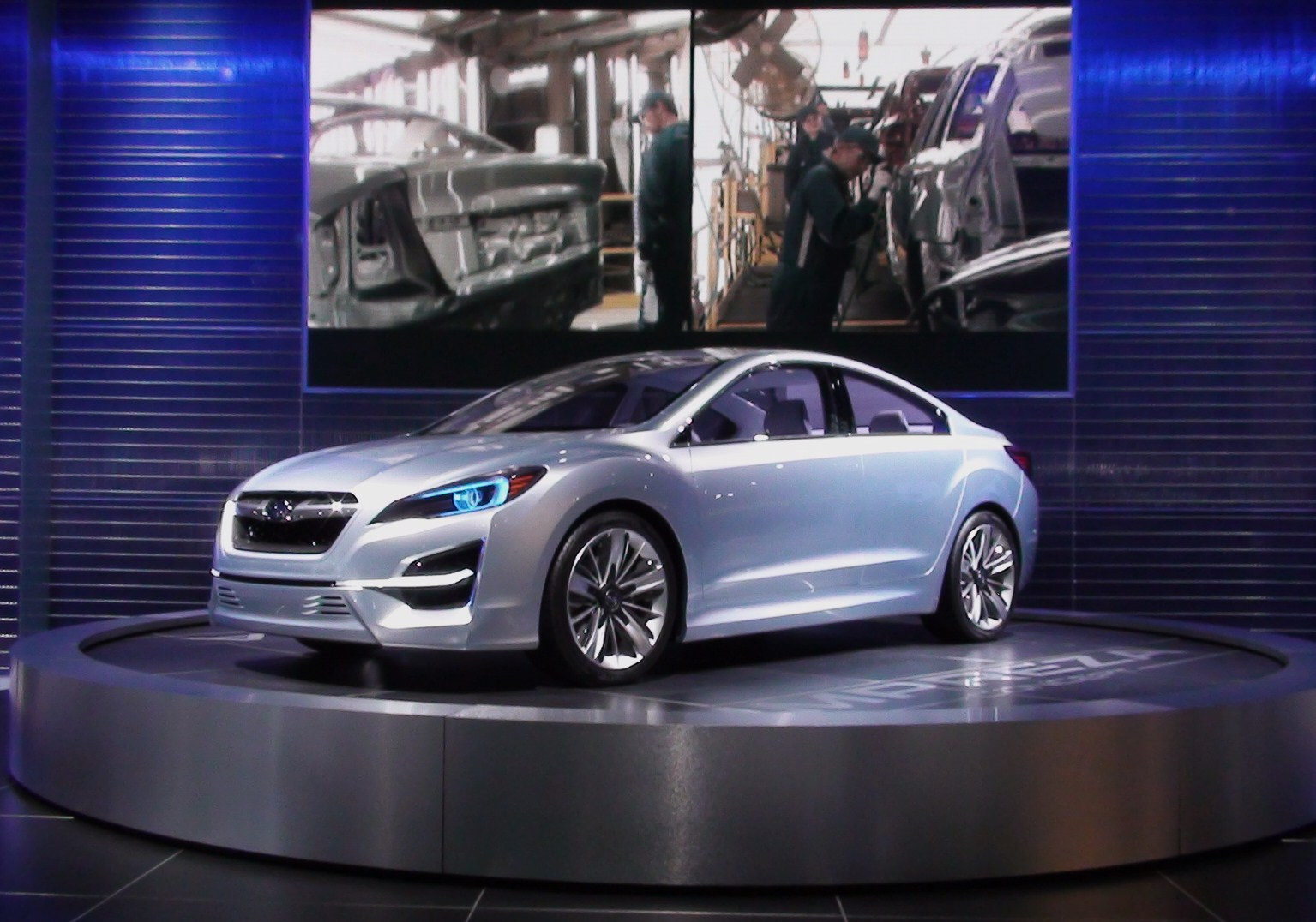
インプレッサ・コンセプト
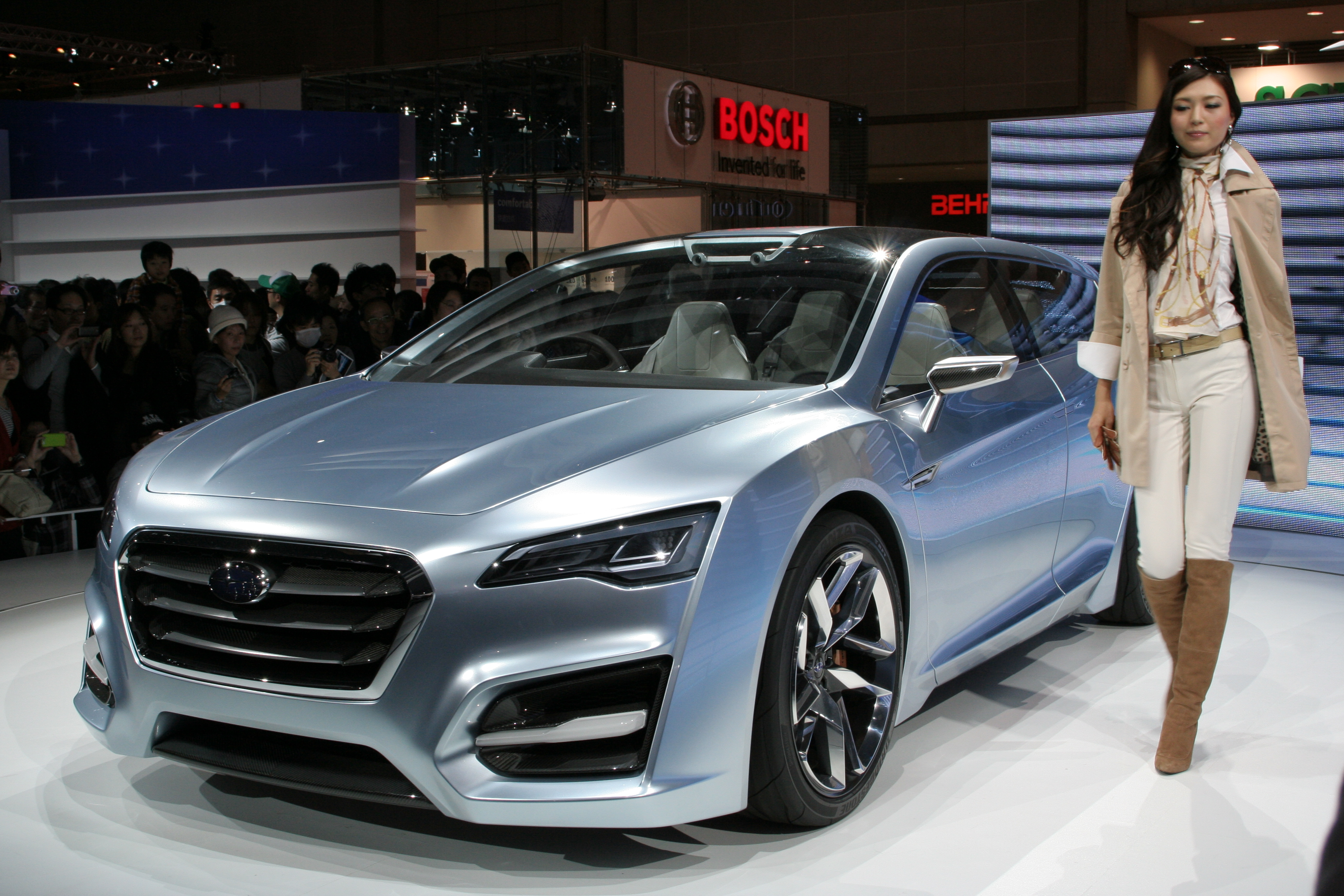
アドバンスド ツアラー・コンセプト
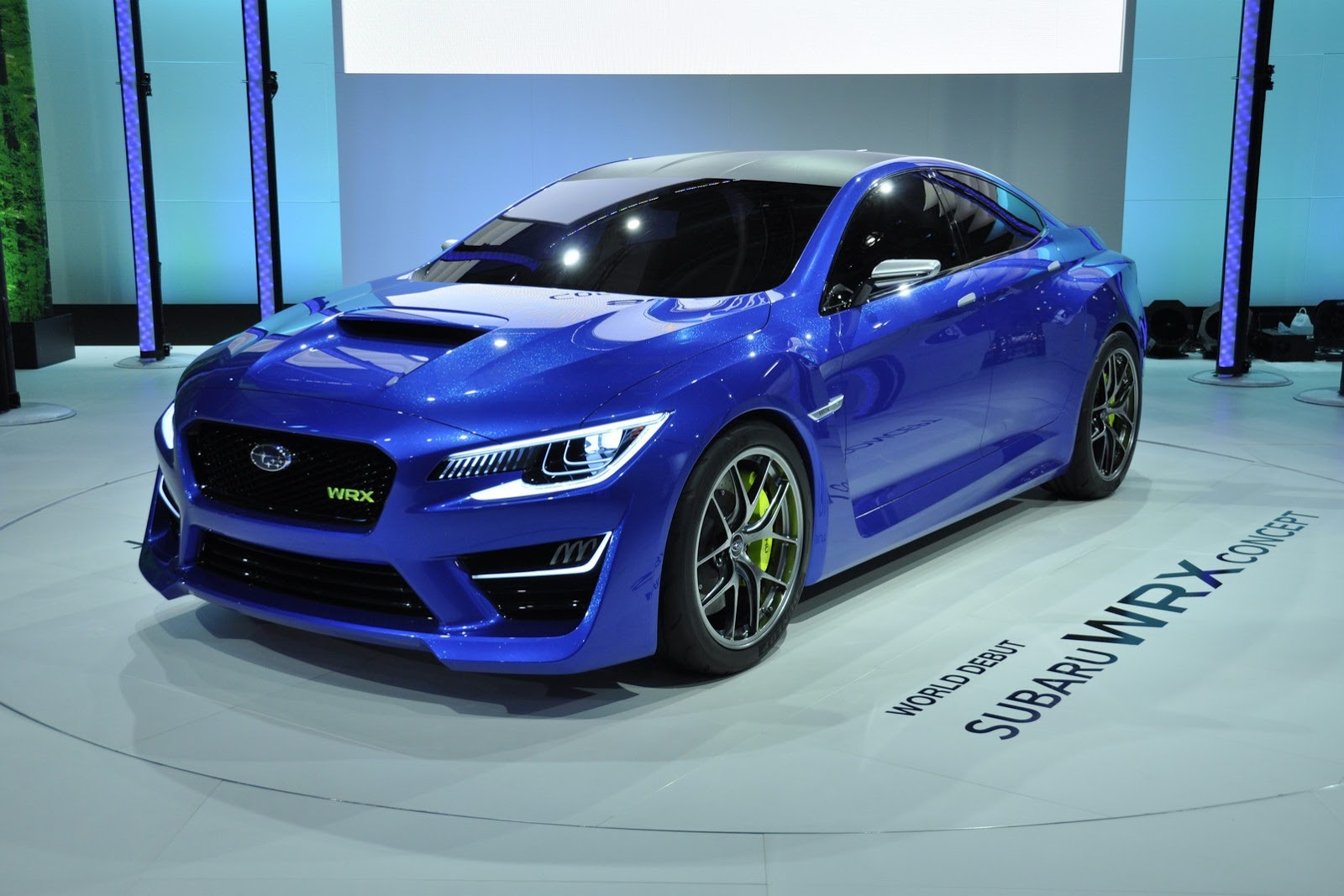
WRXコンセプト
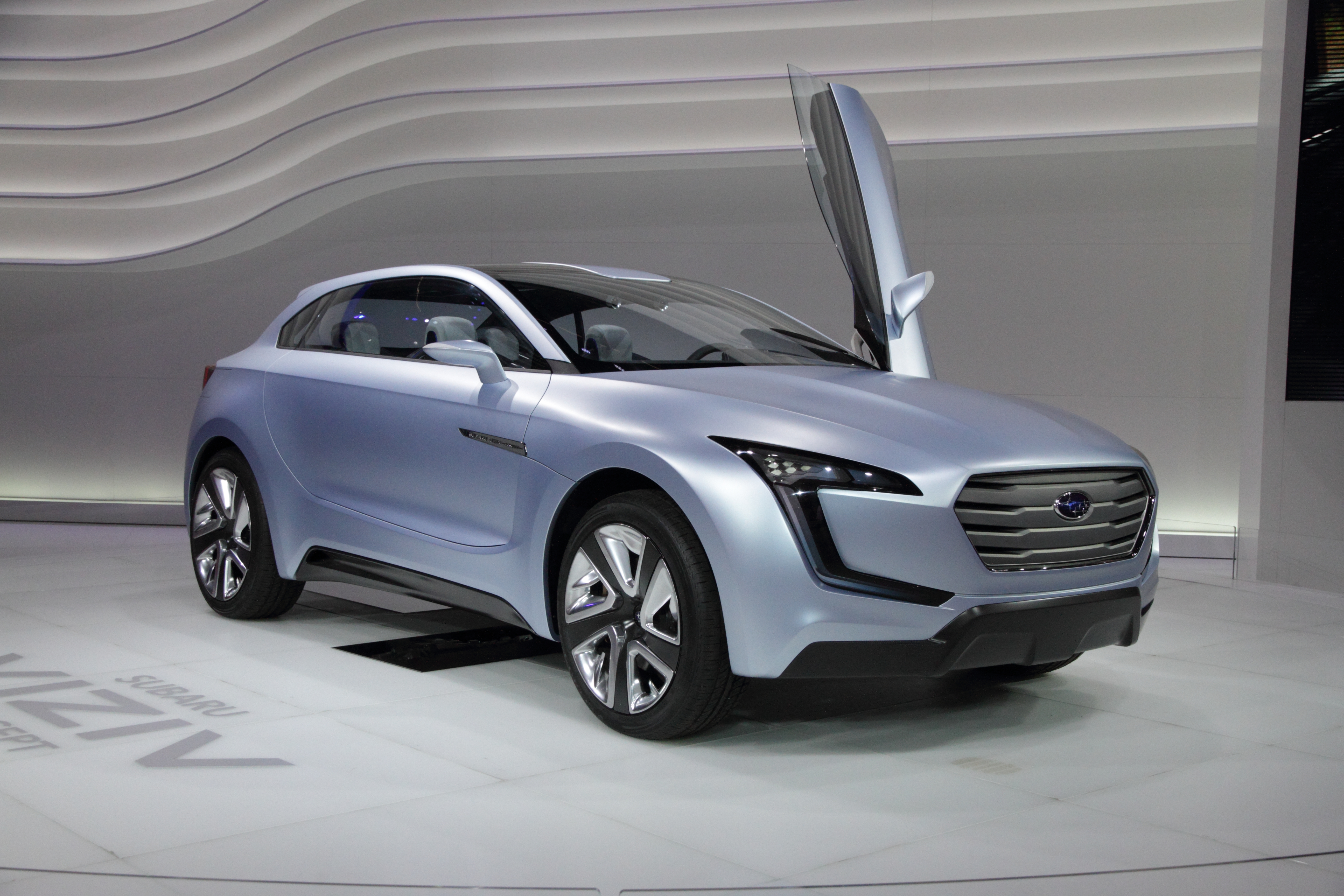
SUBARU VIZIV CONCEPT
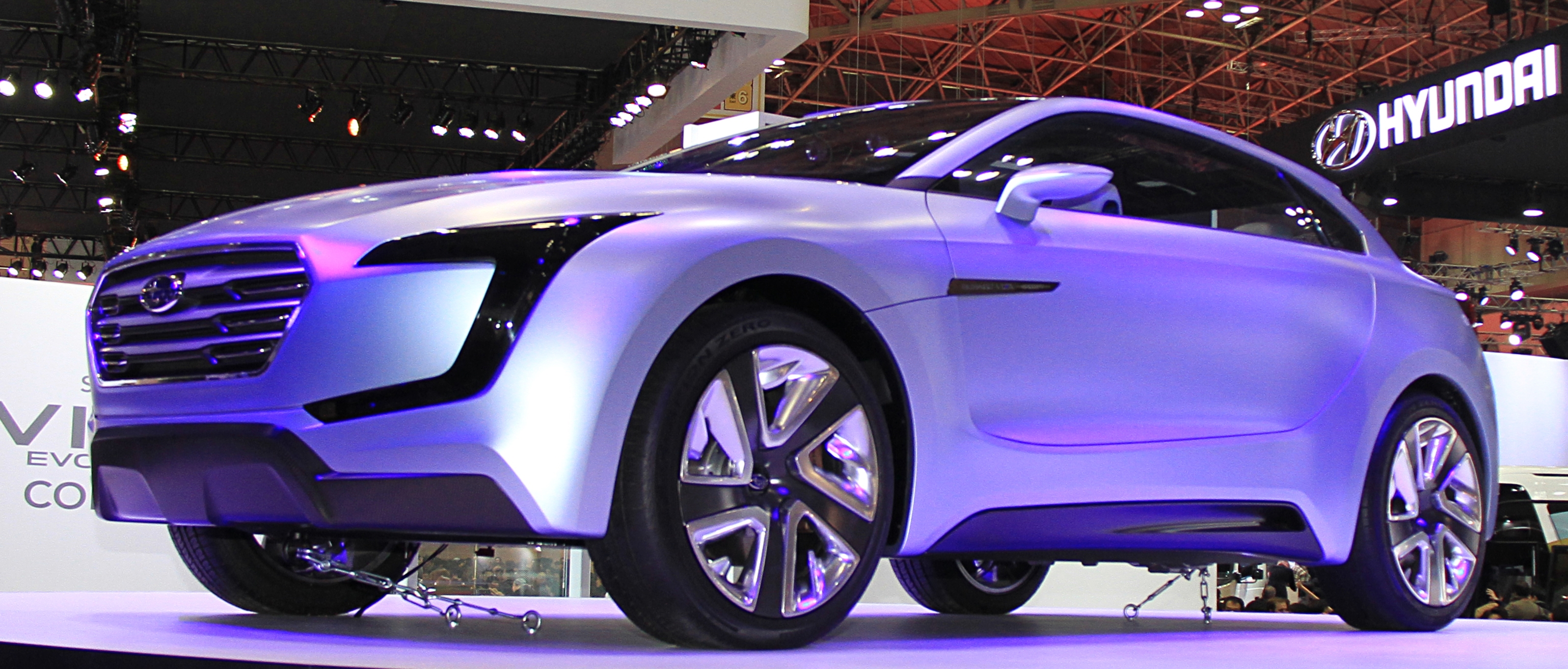
VIZIV EVOLUTION

## その他
- お気に入りの自動車はルノー・5（2代目、シュペールサンク）とフィアット・ウーノ。いずれもデザイナーとして駆け出しの頃、その存在を知り衝撃を受けたという[17]。
- 二階堂裕[18][19]や福永辰巳[4]とはスズキ時代からの友人。
- 音楽家の難波研は子[20]。

## 関連文献
- 荒川健「スバル・デザインと水平対向エンジン」『モーターファン別冊 Motor Fan illustrated』第44巻、三栄書房、2010年、60 - 65頁。
- 古庄速人「スバルのデザイン作法と向かうべき未来」『モーターファン別冊 Motor Fan illustrated』特別編集 スバルのテクノロジー、三栄書房、2012年、66 - 69頁。